# Вільясур-де-Еррерос
Вільясур-де-Еррерос (ісп. Villasur de Herreros) — муніципалітет в Іспанії, у складі автономної спільноти Кастилія-і-Леон, у провінції Бургос. Населення — 290 осіб (2010).
Муніципалітет розташований на відстані близько 210 км на північ від Мадрида, 24 км на схід від Бургоса.
На території муніципалітету розташовані такі населені пункти: (дані про населення за 2010 рік)
- Уррес: 75 осіб
- Вільясур-де-Еррерос: 215 осіб

## Демографія
Динаміка населення (INE ):

## Галерея зображень

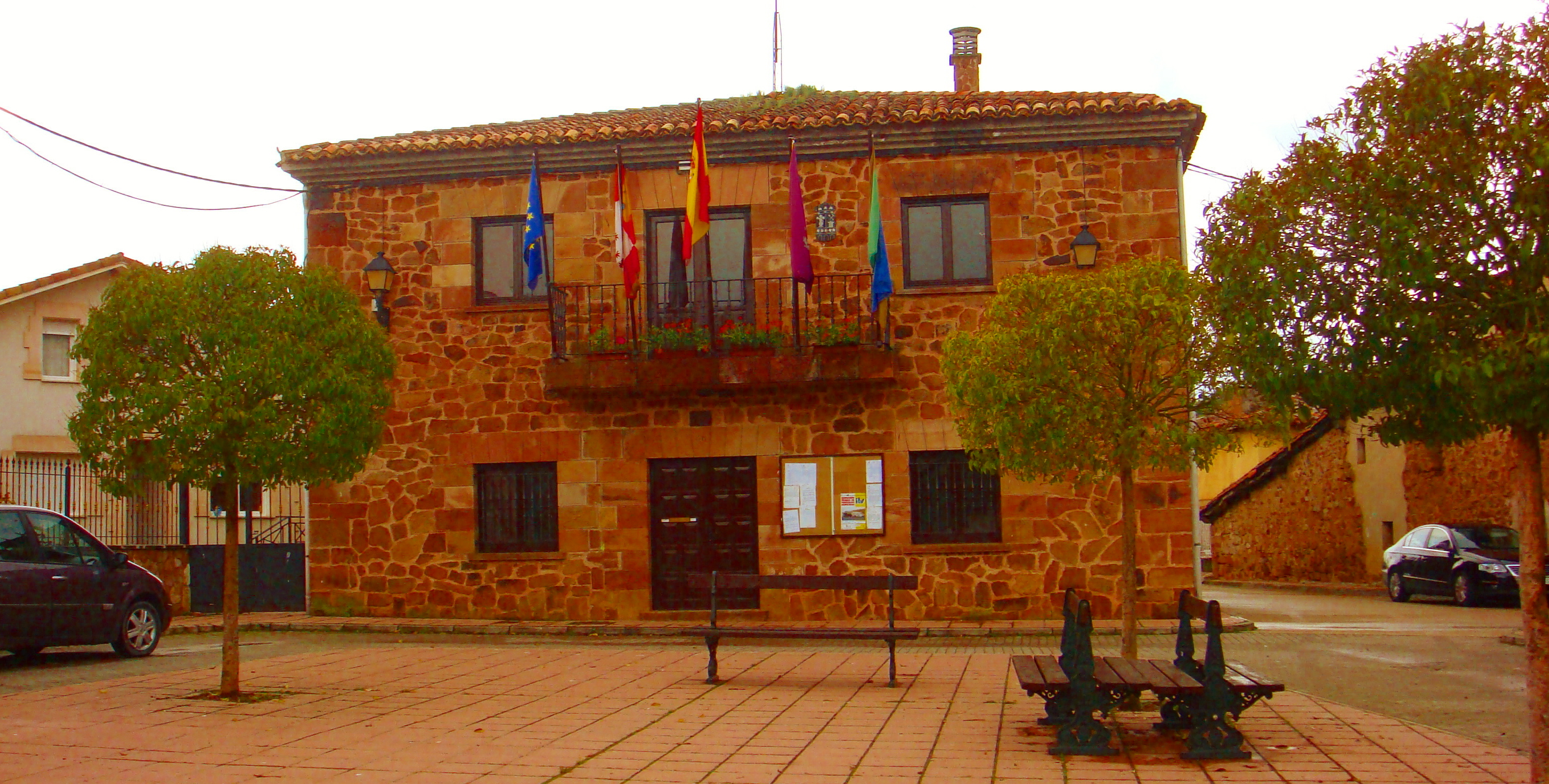
Муніципальна рада
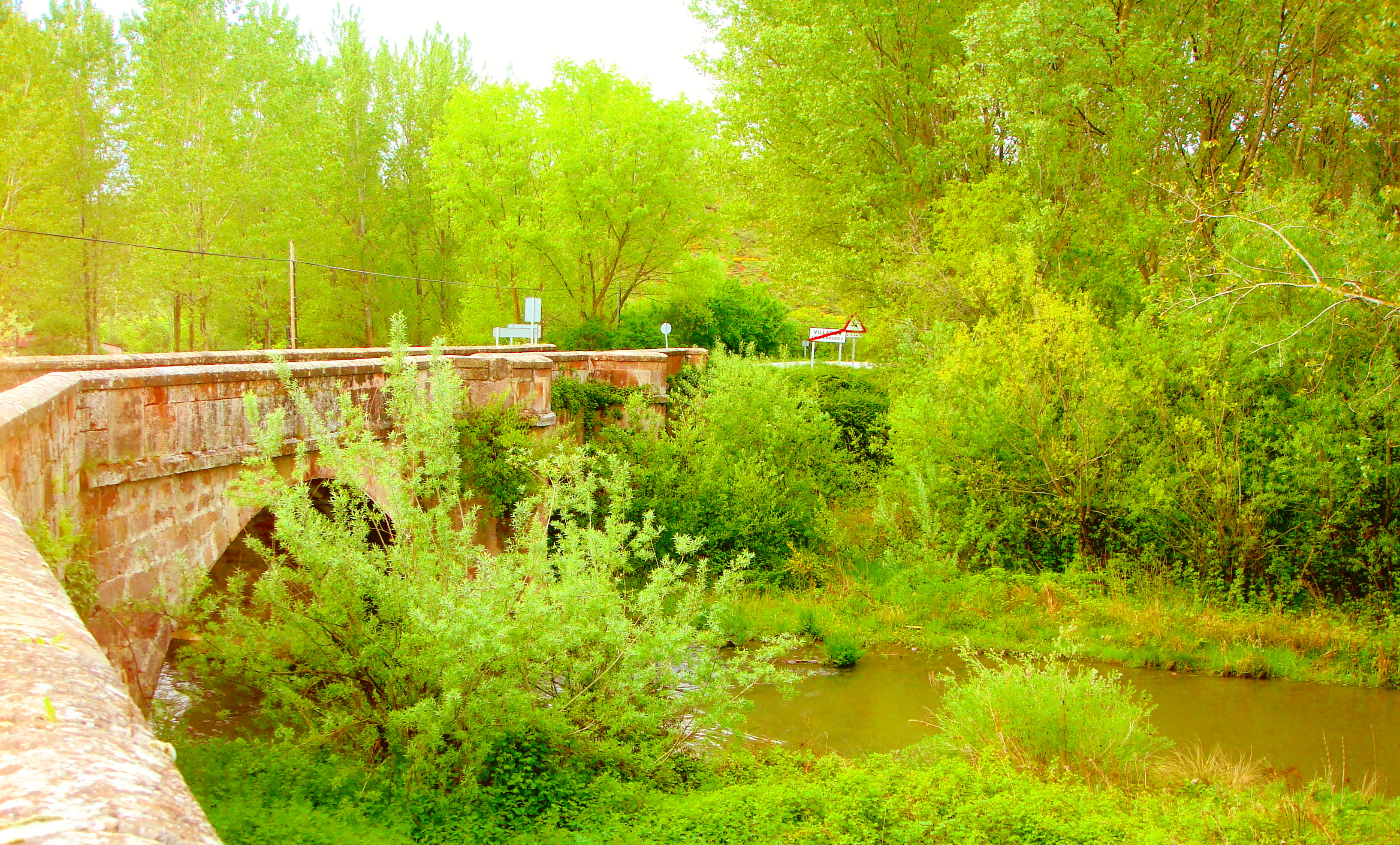
Річка Арлансон